# My Sister's Machine
My Sister's Machine foi uma banda de Grunge (/Metal), formada em Seattle, WA no começo dos anos 90. Seu estilo é bastante similar ao da banda Alice in Chains.

## História
My Sister's Machine foi formado em 1989, em um tempo em que o movimento grunge estava ganhando força. Por se encaixarem no gênero relativamente bem, eles rapidamente encontraram uma grande gravadora (Caroline) com quem assinar, antes de lançar seu álbum debut, Diva em 1992, que, apesar da demanda por tudo grunge naquele tempo, não vendeu bem. Eles se mudaram para a gravadora Chameleon logo após, lançando outro álbum comercialmente mal-sucedido, Wallflower em 1993. Este seria seu último, e eles disbandaram em 1994.
Nick Pollock formou a banda Tanks of Zen no final dos anos 90, que disbandou em 2001.

## Intergrantes
- Nick Pollock - vocal, guitarra
- Owen Wright - guitarra
- Chris Ivanovich - baixo
- Chris Gohde - bateria

## Discografia
- Diva (Caroline, 1992)
- Wallflower (Chameleon, 1993)